# Tytthonyx bahamensis
Tytthonyx bahamensis es una especie de coleóptero de la familia Cantharidae.

## Distribución geográfica
Habita en las Bahamas.